# Rappehandskriften
Rappehandskriften är ett äldre namn för en handskriven koralbok från 1675, "af Israel Olai Leimontinus, Cantor scholae i Kalmar, år 1675", enligt handskriftens senare ägare. Utgiven med efterskrift av Jan Redin (Laurentius Petri Sällskapets Urkundsserie).
I 1819 års psalmbok och Nya Psalmer 1921 är handskriften källa för flera psalmmelodier, bland annat melodin till psalmen nr 108 och en melodi som används till flera psalmer: nr 73, 74, 111, 127, 168, 319, 539, 573, 641.

## Psalmer (urval)

### Then Swenska Messan
- Kyrie Natale
- Kyrie Paschale
- Kyrie Pentecostale
- Kyrie Festivale
- Kyrie Dominicale
- Wij troo uppå en alsmächtigh Gudh
- Wij troo uppå en Gudh
- O tu Helge Ande kom!
- Gudh ware lofwad och högeliga prisad
- JEsus Christus är wår hälsa

### Fölia nu the wahulige Gradualia, på alla Sönn Dagar, åhret omkring
- Ach wij syndare arme!
- Af Adams fall är platt förderft
- Allena til tigh / HErre JEsu Christ
- Av djupets nöd, o Gud, till dig
- Christus then rätte HErren
- Enom Konung täcktes thet så
- Een liknelse liuflig och klar
- En riker man / wäldiger han
- Fader wår som i Himlom äst
- Förbarma tigh / Gudh / öfwer migh
- Gudh af sine barmhertighet
- Gudh står i Gudz Församling
- Gudh warder liknad widh en man
- Gudh Fader wilje wij prisa
- HErre ho skal ewinnerlig
- Hwad kan migh ståå til trång och nödh
- Hwij berömmer tu fast tigh
- HErren uthi sin högsta thron
- Högfärd är en odygd så stoor
- Jagh ropar til tigh / O HErre Christ!
- Jerusalem tu helga stadh / Prisa tin Gudh medh gamman
- Kommer hijt til migh säger Gudz Son
- Lofwa Gudh / min siäl / i alla stund
- Min själ skall lova Herran
- Mitt hierta hwij grämer tu tigh
- Medan man lefwer i werlden säll
- O HErre Gudh af Himmelrijk / Wij må thet alle klaga
- O HErre Gudh / tin helga Ord
- O Gud förlän migh tina nådh!
- O Herre Gud, gör nåd med mig
- ?O Fader wår barmhertig
- Om en rijk man här siungom wij
- O menniskia wil tu betänckia
- På dig jag hoppas, Herre kär
- Säll är den man, som fruktar Gud
- Thesse äro the tijo Budh
- Tå migh går sorg och nödh uppå
- Then som wil en Christen heta
- Then som under hans beskärm boor
- Then som efter Gudz Rijke står
- Utan Herren faller oss till
- Waker up i Christne alle
- Vår Gud är oss en väldig borg
- Wår Herre Christ kom til Jordan
- Wälsignat wari Jesu Nampn
- Helga trefaldighet stat oss bjj
- Gudh ware oss barmhertig och mild

### Jule-Psalmerna
- Werldenes Frälsare kom här
- Wij lofwom Christ en Konung båld
- Gläd tigh tu helga Christenhet
- War gladh tu helga Christenhet
- Alle Christne frögda sigh
- Christus är födder aff en jungfru reen
- En jungfru födde ett barn i dag
- Lofwad ware tu JEsu Christ
- All then ganska Christenhet
- Hwar Christtrogen frögde sigh
- In dulci jubilo
- Oss är födt ett Barn

### Fastelagz-Psalmerne
- Min Gud, min Gud sade Christus
- Hielp mig, min Gud, min sorg mig qwäl
- Hielp Gud at jag nu kunde
- O Gud wår Fader i ewighet
- Jesus upå Korset stod
- O Reene Gudz Lamb oskyldig

### Påsche-Psalmerna
- Nu är kommen wår Påska frögd
- Jesus Christus han är worden
- Christ låg i dödsens bandom
- Gladeligh wele wij Haleluia siunga
- Upstånden är wår Herre Christ
- Ährones Konung Jesus Christus

### Pinges Dagz Psalmer
- Wij begå nu then hugnelig tijd
- Then Helge Andes nådh
- Kom Helge Ande Herre godh
- Kom H. Ande Herre Gud
- Nu bedie wij then H. And
- Hwar man må nu wäl glädia sig
- Tig wari loff och prijs O Christ

### Psalmerne Uthi och på dhe Orörlige Högtijder och Apostle-Dagar

#### Nyåhrs Dagh
- Frögder eder alle, i thenna Christenhet
- Wälsignat wari Jesu nampn

#### Trettonde Dagh
- Ett Barn är födt i Bethlehem

#### Om Christi Döpelse
- Wår Herre Christ kom til Jordan

#### Conversionis Pauli dagh
- Uthan Herren faller oss till

#### Kinder-Messo dagh
- Kommer hijt til mig säger Gudz Son
- Christus den rätta Herren

#### Wårfrudagh Annunciationis och Visitationis
- O Jesu Christ som Mandom tog

#### S. Philippi och Jacobi dagh
- Sig frögde nu himmel ock Jord

#### Christi Himmelzfärds Dagh
- Jesu, tu äst wår Saligheet
- Hwar man må nu wäl glädia sigh

#### H. Treefaldigheetz Dagh
- O Fader wår Barmhertig ock god
- H. Treefaldigheet stat oss bij

#### S. Johannis Baptista dagh
- Hwar man må nu wäl glädia sig
- Gudh wari oss Barmhertig och mild

#### S. Petri och Pauli dags
- Frögder eder i thenna tidh
- Christus then rätte Herren

#### Wårfrudag Visitationis
- O Jesu Christ som mandom tog

#### S. Jacobi Majoris: S. BarPtolomaei och S. Matthaei dag
- Sigh frögde nu Himmel och jord

#### Michaelis Archangeli Dagh
- Then som under hans beskärm boor
- Min siel skall loffua Herran

#### S. Simonis och Judae Dagh
- Sigh frögde nu Himmel och jord

#### Alle Helgona dagh
- Låt thet inte förtryta tig

#### S. Andreae dagh. och S. Thomae dag
- Sigh frögde nu Himmel och jord

### Boot- och Solenne Bönedags Psalmer
- Aff djupsens nöd, ropar jag til tig
- Beklaga aff alt mitt sinne
- Förläna oss Gud så nådelig
- Förbarma tig Gudh öffwer migh
- Gud giffve wårom Konung och all Öfwerheet
- Hjelp Gudh uthaff tin Nådes Thron
- Herre wår Gud wari tig blid
- Herre som offta nådelig
- Min hog frå Menniskior haf jag wändt
- När wij i högsta nöden stå
- O Herre Gud betee tin macht
- O Herre hvad en mächtig hoop
- Hjelp Gud utaf tin Nådes Thron
- O Gud hwem skal jag klaga? min synd är swår och stoor
- O Gud hwem skall jag klaga, then sorg och elende jag drag
- Waak up, waak up i Gudz nampn
- Wendt af tin wrede H. Gud me nåde
- Gudh giffwe wårom Konung och all Öfwerhet
- O Herre Gud, gör nåd med mig

### Osorterat
- Han lever! O min ande, känn (1819 nr 108) med likheter till melodin för "Vänligt över jorden glänser", bortsett från upptakten
- Vänligt över jorden glänser (1819 nr 73) "Melodiens huvudtext"
  - Jesu, du dig själv uppväckte (1819 nr 111)
  - Jesus hav i ständigt minne (1819 nr 127)
  - Kom till högtid (1986 nr 719)
  - Kriste, som ditt ursprung leder (1819 nr 74)
  - Sköna tempel, Herrens boning (1921 nr 573)
  - Store Gud, som handen räckte (1819 nr 168)
  - Upp, var ljus, ty ljuset lyser (1921 nr 539)
  - Upptag, Herre, våra böner (1921 nr 641)
  - Väktare på Sions murar (1819 nr 319)